# Ouahigouya
Ouahigouya er en by i det nordlige Burkina Faso, med et befolkningstal (pr. 2007) på cirka 122.000. Byen blev grundlagt i 1757 og ligger cirka 182 kilometer nordvest for hovedstaden Ouagadougou.